# 梅里奈氏鱈
梅里奈氏鱈，為輻鰭魚綱鱈形目鼠尾鱈科的其中一種，分布於東印度洋西澳大利亞海域，屬深海底棲性魚類，深度568-886公尺，體長可達24.5公分，棲息在底層水域，生活習性不明。